# René Eijkelkamp
René Antonius Maria Eijkelkamp (nacido el 6 de abril de 1964 en Dalfsen) es un exjugador de fútbol de los Países Bajos que jugaba de delantero y que llegó a jugar con la Selección de fútbol de los Países Bajos. 

## Biografía
Comenzó su carrera profesional en la temporada 1981/82 en el Go Ahead Eagles, equipo en él estuvo durante cinco temporadas. En la temporada 1986 fichó por el FC Groningen hasta 1990 que salió del país para fichar por el KV Mechelen belga en el que estuvo hasta 1993 cuando fichó por otro club belga, el Club Brujas. En 1995 salió del Brujas para ir al PSV Eindhoven en el que estuvo dos temporadas antes de irse a Alemania a terminar su carrera en 1999 en el Schalke 04. Eijkelkamp hizo su debut en 1988 en la Selección de fútbol de los Países Bajos y disputó seis partidos en total. Como entrenador ha sido asistente de Fred Rutten en el FC Twente.